# Version 2.0
Albums de Garbage
Garbage
(1995) BeautifulGarbage
(2001)
Version 2.0 est le deuxième album du groupe de rock alternatif Garbage, sorti le 11 mai 1998.
Succès critique et commercial, il atteint la première place des classements des ventes en France, en Nouvelle-Zélande et au Royaume-Uni. Il est certifié disque d'or ou disque de platine dans plusieurs pays et s'est vendu dans le monde à plus de 4 000 000 d'exemplaires.

## Distinctions
Version 2.0 reçoit deux nominations aux Grammy Awards dans les catégories meilleur album rock et album de l'année. 

## Singles
Six singles sont extraits de l'album : 
- Push It (sorti le 20 avril 1998)
- I Think I'm Paranoid (sorti le 6 juillet 1998)
- Special (sorti le 5 octobre 1998)
- When I Grow Up (sorti le 25 janvier 1999)
- The Trick Is To Keep Breathing (sorti le 15 février 1999 en Europe seulement)
- You Look So Fine (sorti le 24 mai 1999)

Push It obtient plusieurs nominations pour son clip vidéo réalisé par Andrea Giacobbe dont huit aux MTV Video Music Awards (meilleure vidéo d'un groupe, meilleure réalisation, meilleure vidéo alternative, vidéo la plus révolutionnaire, meilleurs effets spéciaux, meilleur montage, meilleure photographie et meilleure direction artistique) et une aux MTV Europe Music Awards (meilleur clip). 
Special remporte le BMI Award de la meilleure chanson pop tandis que son clip est récompensé aux MTV Video Music Awards dans la catégorie meilleurs effets spéciaux,. 
La chanson est nommée deux fois aux Grammy Awards dans les catégories meilleure prestation vocale rock par un groupe ou un duo et meilleure chanson rock.

## Liste des titres
Tous les titres ont été écrits et composés par Garbage.
| No  | Titre                          | Durée |
| --- | ------------------------------ | ----- |
| 1.  | Temptation Waits               | 4:36  |
| 2.  | I Think I'm Paranoid           | 3:38  |
| 3.  | When I Grow Up                 | 3:24  |
| 4.  | Medication                     | 4:08  |
| 5.  | Special                        | 3:43  |
| 6.  | Hammering In My Head           | 4:52  |
| 7.  | Push It                        | 4:02  |
| 8.  | The Trick Is To Keep Breathing | 4:12  |
| 9.  | Dumb                           | 3:50  |
| 10. | Sleep Together                 | 4:03  |
| 11. | Wicked Ways                    | 3:43  |
| 12. | You Look So Fine               | 5:24  |

## Musiciens
D'après le livret du CD (les membres de Garbage sont mentionnés sans précision des instruments joués) :
Garbage
- Shirley Manson
- Steve Marker
- Duke Erikson
- Butch Vig

musiciens additionnels
- Daniel Shulman : basse
- Michael Masley : cymbalum
- Todd Malcolm Michiles : scratch
- Jon J. Vriesacker : violon

## Classements hebdomadaires
| Classement (1998)                  | Meilleure place |
| ---------------------------------- | --------------- |
| Allemagne (Media Control AG)       | 4               |
| Australie (ARIA)                   | 5               |
| Autriche (Ö3 Austria Top 40)       | 4               |
| Belgique (Flandre Ultratop)        | 3               |
| Belgique (Wallonie Ultratop)       | 2               |
| Canada (Canadian Albums Chart)     | 2               |
| Écosse (OCC)                       | 1               |
| États-Unis (Billboard 200)         | 13              |
| Finlande (Suomen virallinen lista) | 6               |
| France (SNEP)                      | 1               |
| Norvège (VG-lista)                 | 4               |
| Nouvelle-Zélande (RIANZ)           | 1               |
| Pays-Bas (Mega Album Top 100)      | 22              |
| Royaume-Uni (UK Albums Chart)      | 1               |
| Suède (Sverigetopplistan)          | 12              |
| Suisse (Schweizer Hitparade)       | 17              |

| Classement (2018)    | Meilleure place |
| -------------------- | --------------- |
| Espagne (Promusicae) | 60              |

## Certifications
| Pays                    | Certification | Unités certifiées |
| ----------------------- | ------------- | ----------------- |
| Australie (ARIA)        | Platine       | 70 000            |
| Belgique (BEA)          | Or            | 25 000            |
| Canada (Music Canada)   | Platine       | 100 000           |
| États-Unis (RIAA)       | Platine       | 1 000 000         |
| France (SNEP)           | 2 × Or        | 200 000           |
| Nouvelle-Zélande (RMNZ) | Platine       | 15 000            |
| Royaume-Uni (BPI)       | 2 × Platine   | 600 000           |
| Suède (GLF)             | Or            | 40 000            |